# Norman Goff
Norman Goff (ur. 11 maja 1921 w Geelong, zm. 11 września 1989 w stanie Wiktoria) – australijski strzelec, olimpijczyk.
Wystąpił na igrzyskach olimpijskich w Melbourne (1956), gdzie pojawił się w jednej konkurencji. Zajął 17. miejsce w karabinie dowolnym w trzech pozycjach z 300 metrów (startowało 20 zawodników).

## Wyniki olimpijskie
| Igrzyska | Konkurencja                          | Wynik                   | Miejsce | Źródło |
| -------- | ------------------------------------ | ----------------------- | ------- | ------ |
| IO 1956  | Karabin dowolny, trzy postawy, 300 m | 1010 pkt. (372-343-295) | 17      | [ 1 ]  |